# Østre Anlæg

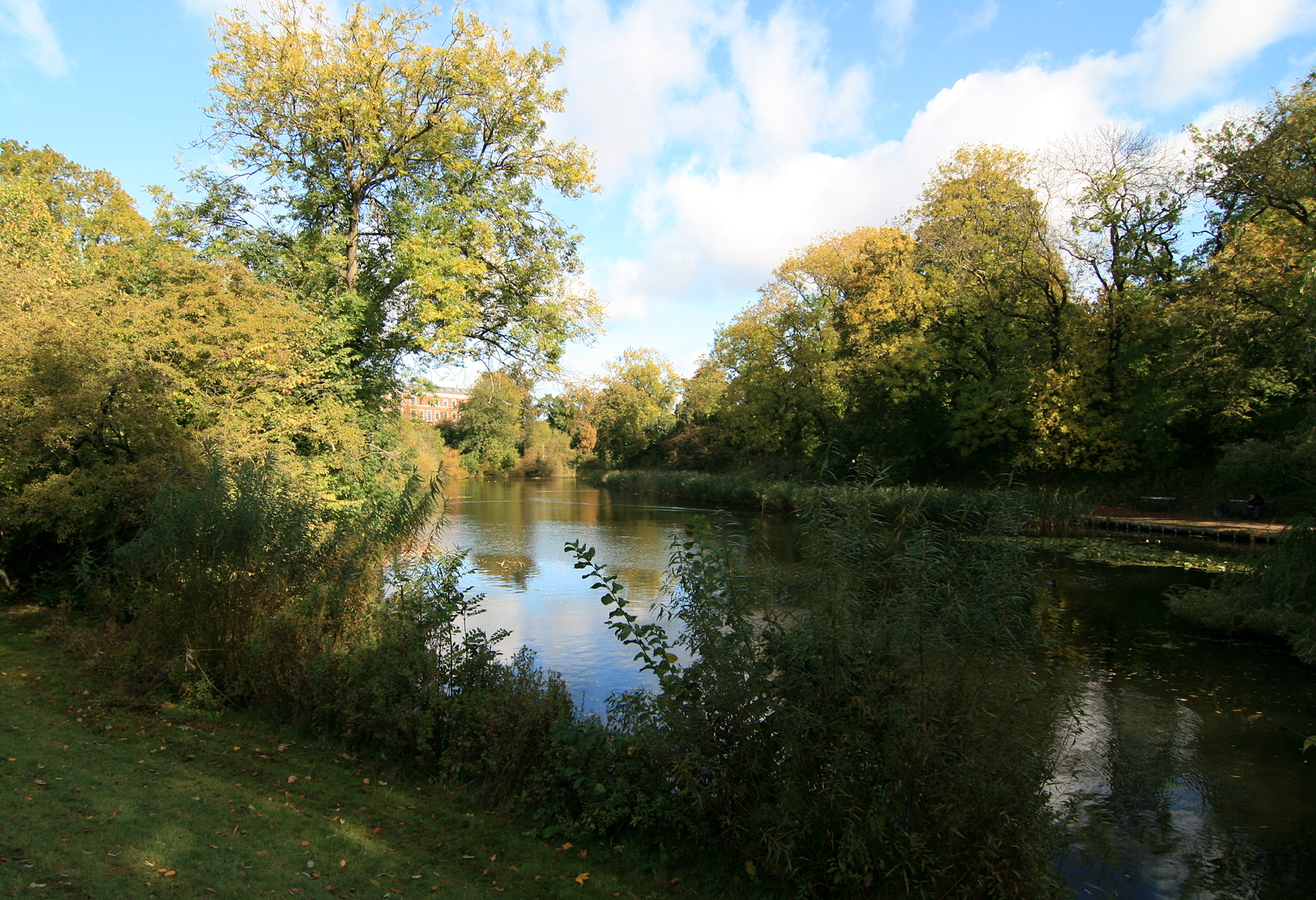
Østre Anlæg

Die Østre Anlæg ist ein Stadtpark in Kopenhagen. Er wurde nach 1870 von H.A. Flindt als Englischer Landschaftsgarten angelegt und bildet einen Teil der Kopenhagener Wallanlagen.

## Geschichte
Die heutige, etwa 12 Hektar große Parkanlage wurde auf drei Bastionen, zwei Ravelins und einem Stück des seinerzeitigen Stadtgrabens der Kopenhagener Stadtbefestigung aus der Zeit um 1630 errichtet. Die Stadtbefestigung Kopenhagens, die einst die Verteidigung gegen schwedische, niederländische und englische Heere ermöglichen sollten, waren im 19. Jahrhundert durch die Entwicklung weit reichender Geschütze bereits überholt. H.A. Flindt gestaltete auch Ørstedsparken und den Botanischen Garten (Botanisk Have). Am Südende des Parks befindet sich Statens Museum for Kunst, am Nordende der Bahnhof Østerport. Unweit liegt ein weiterer Park: der Königsgarten (Kongens Have). Das Kunstmuseum Den Hirschsprungske Samling (die Hirschsprungsche Sammlung) liegt ebenfalls in der Parkanlage in Sichtweite des Statens Museum.

## Galerie

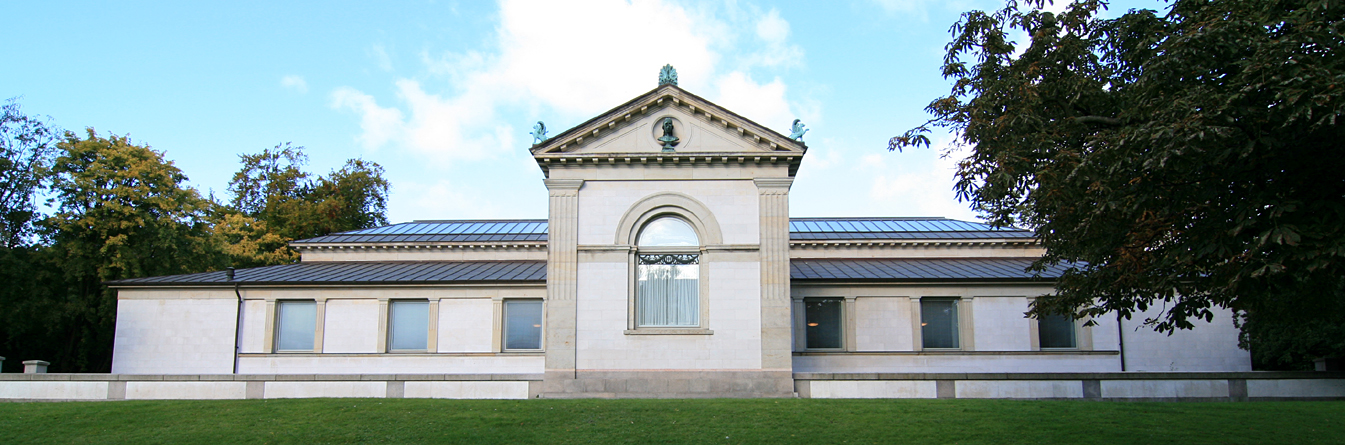
Gebäude der Sammlung Hirschsprung
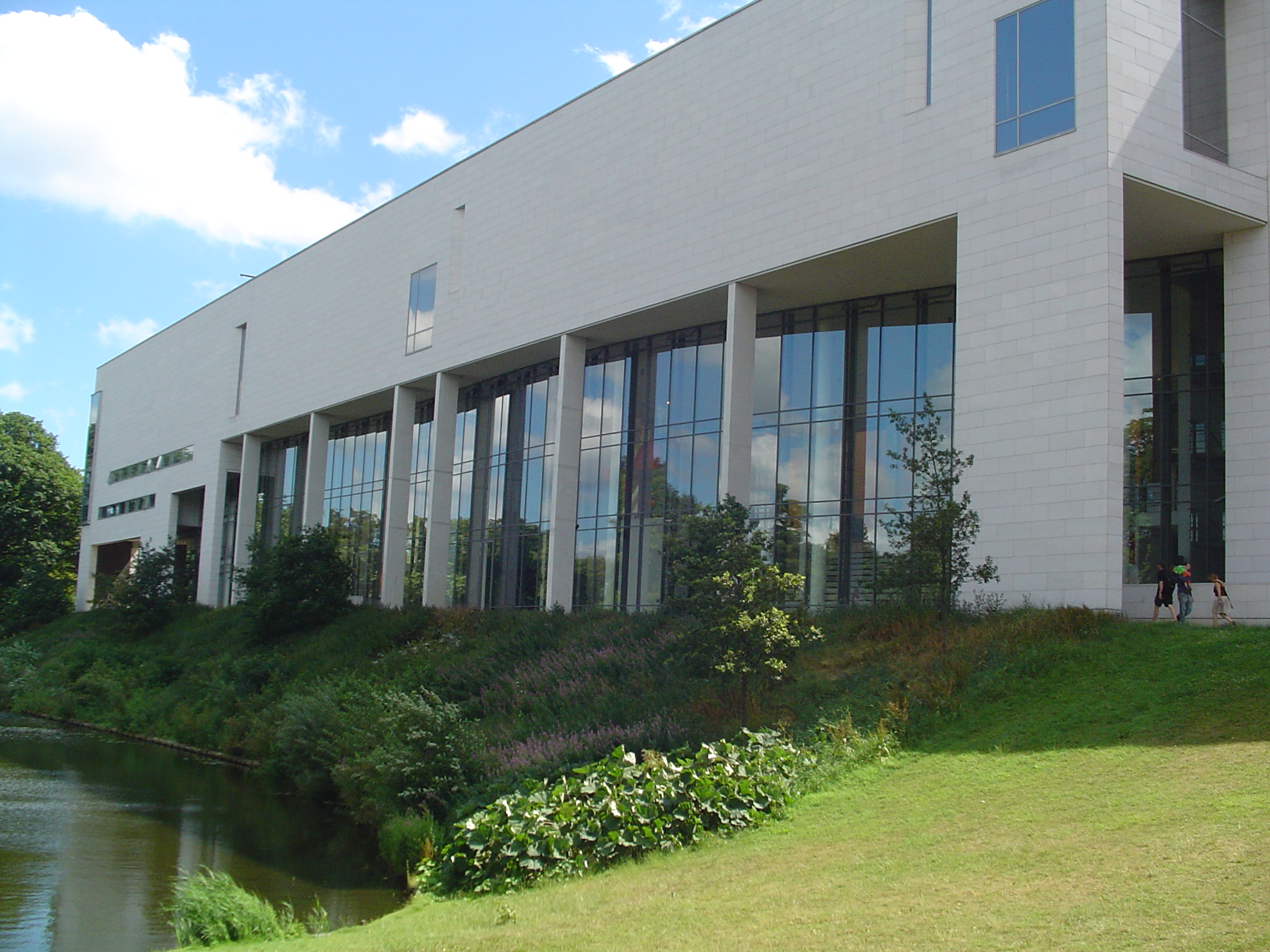
Das staatliche Kunstmuseum am Südende des Parks
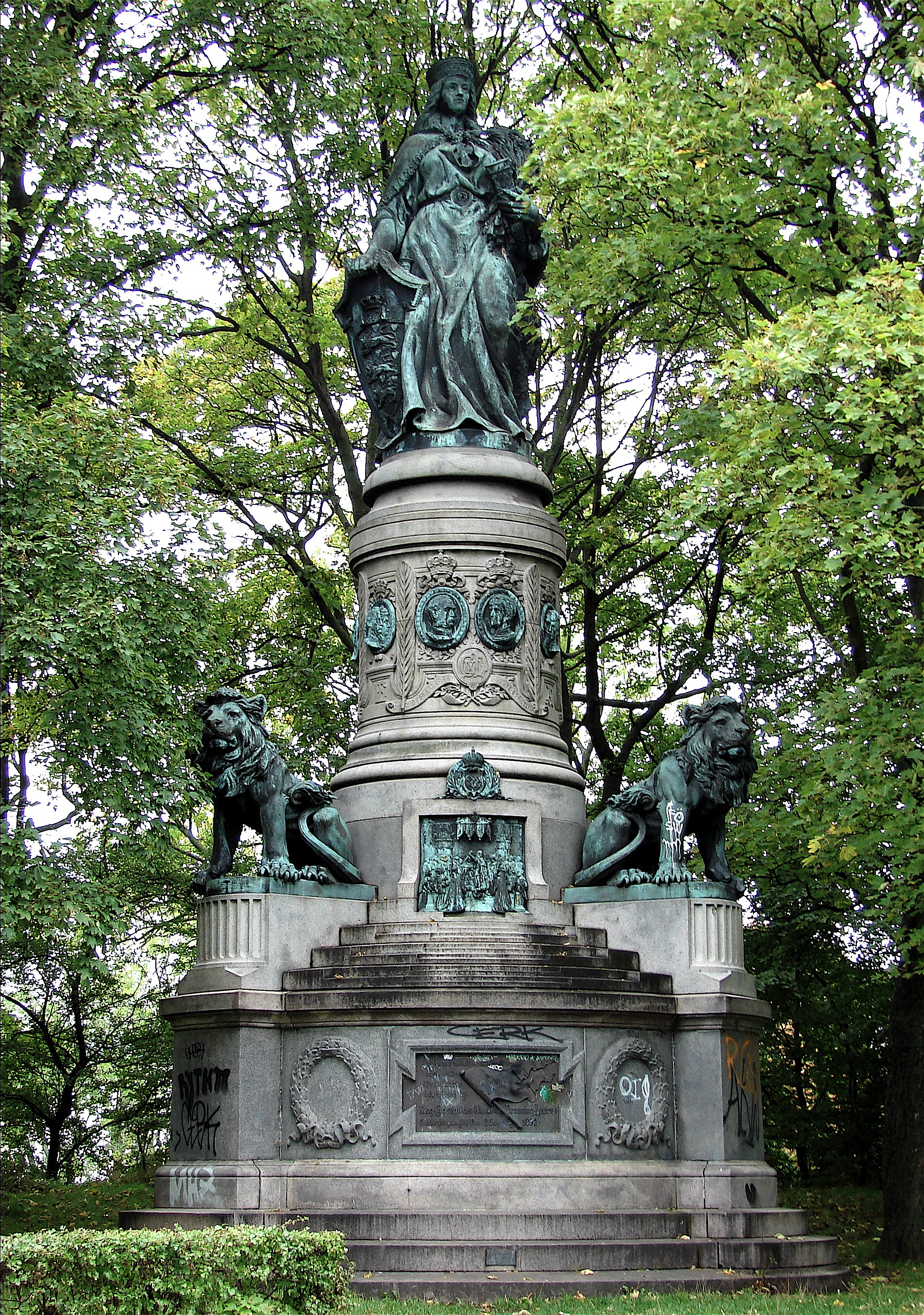
Dänemark-Denkmal, eine Skulptur von Louis Hasselriis